# Гедройць Віра Гнатівна
Княжна Ві́ра Гна́тівна Ге́дройць (рос. Вера Игнатьевна Гедройц, 7 (19) квітня 1870, село Слободище, Орловська губернія — 1932, Київ, УРСР) — перша жінка-хірург у Російській імперії, одна з перших жінок-професорів хірургії у світі, доктор медицини (1912), поетеса і прозаїк.

## Життєпис
Походила з відомого литовського князівського роду Гедройців. Вчилася спочатку в Брянській прогімназії, а потім поступила в гімназію в Орлі, звідки виключена за сатиричний вірш. У Санкт-Петербурзі Гедройць слухала лекції на медичних курсах П. Ф. Лесгафта. Відвідувала революційний студентський гурток, потрапила у поле зору поліції і в 1892 році була вислана в маєток батька під нагляд поліції.
У 1894 році взяла фіктивний шлюб із Миколою Опанасовичем Бєлозєровим і з новим паспортом втекла до Швейцарії, де вступила на медичний факультет Лозанського університету. У 1898 році на відмінно закінчила університет із докторським ступенем із медицини і хірургії. Вчилася у відомого хірурга Цезаря Ру, після чого впродовж декількох років працювала його асистентом, потім як приват-доцент читала спеціальний курс.
Хвороба батьків і смерть сестри змусили Гедройць в 1900 році повернутися до Російської імперії. У 1902 році вона підтвердила свій диплом, витримавши іспит у Московському університеті, і отримала місце хірурга в лікарні Мальцовських заводів портландцементу в Калузькій губернії, а вже через три роки обійняла посаду головного лікаря районної Людиновської лікарні. Гедройць активно оперувала, брала участь в роботі медичних спільнот, публікувала роботи в російських і зарубіжних наукових журналах. Вона зуміла розширити і переобладнати невелику лікарню, оснастити її новим хірургічним інструментарієм і устаткуванням, вперше в провінційній Росії створивши багатопрофільний хірургічний центр.
На 3-му всеросійському з'їзді хірургів у 1902 році Гедройць виступила з доповіддю:
…В. Г. Гедройць, перша жінка-хірург, виступає на з'їзді з такою серйозною і цікавою доповіддю, що супроводжується демонстрацією. Жінка поставила на ноги чоловіка, який до її операції повзав на череві, як черв'як. Пам'ятається мені і шумна овація, влаштована їй російськими хірургами. В історії хірургії, мені здається, такі моменти повинні відзначатися. — В. І. Разумовський.
У 1905 році приховуваний нею від оточення шлюб із М. О. Бєлозєровим за бажанням Гедройць розірвано (у 1907 році їй повернено титул княжни і дозволено повернути собі природжене прізвище).
У 1905 році під час російсько-японської війни добровільно вирушила на фронт хірургом санітарного потягу Червоного Хреста. Гедройць однією з перших в історії медицини почала виконувати самостійно розроблені порожнинні операції в польових умовах, прооперувавши сотні хворих. До того моменту солдатів, поранених у живіт, залишали помирати, оскільки такі рани вважалися безнадійними. За працю і мужність її нагороджено золотою медаллю «За старанність» на Анненській стрічці, а після боїв у Мукдені за героїчні дії для порятунку поранених командувач армією генерал від інфантерії Ліневич особисто вручив Гедройць срібну медаль «За сприяння в справі полегшення долі хворих і поранених військових чинів і за працю, виконану для Російського товариства Червоного Хреста».
27 липня 1905 року Гедройць надала результати своєї роботи громаді військових лікарів, зробивши важливі для військової медицини висновки. Гедройць як жінка-хірург, як героїня війни стала відомою на всю Російську імперію. Після війни  повернулася на Брянщину.
У 1909 році на запрошення імператриці Олександри Федорівни обійняла посаду старшого ординатора Царськосільського палацового шпиталю. Це призначення директор шпиталю сприйняв у штики, але був вимушений підкоритися монаршій волі. Віра Гедройць стала близькою людиною в імператорській сім'ї і домашнім лікарем дітей царя. При цьому стосунки з Г. Распутіним і фрейліною Г. О. Вирубовою у неї були напружені.
Опинившись в Царському Селі, вона познайомилася з М. С. Гумільовим, Р. В. Івановим-Розумником, О. М. Ремізовим, поновила приятельство з В. В. Розановим, пізніше познайомилася з С. О. Єсеніним. З 1910 року Гедройць виступила як письменниця під алонімом (ім'ям покійного брата) Сергій Гедройць. Але перша її книга — збірка «Вірші і казки» — викликала негативні відгуки М. С. Гумільова і С. М. Городецького. Проте незабаром В. Г. Гедройць взяла участь у діяльності «Цеху поетів», очолюваного Гумільовим, і під його егідою вийшла її книга віршів «Вег» (1913; назва — німецькою «шлях» і одночасно ініціали В. Г.). Друкувалася в журналах «Гиперборея», «Заветы», «Новый журнал для всех», «Весник теософии» (у ряді віршів Гедройць орієнтувалася на езотеричні одкровення Олени Блаватської), «Современник» та інших.
У 1912 році в Московському університеті захистила докторську дисертацію «Віддалені результати операцій пахових гриж за способом Ру на підставі 268 операцій» під керівництвом Цезаря Ру і П. І. Дяконова. У 1914 році опублікувала книгу «Беседы о хирургии для сестер и врачей», де узагальнила досвід, отриманий під час російсько-японської війни.

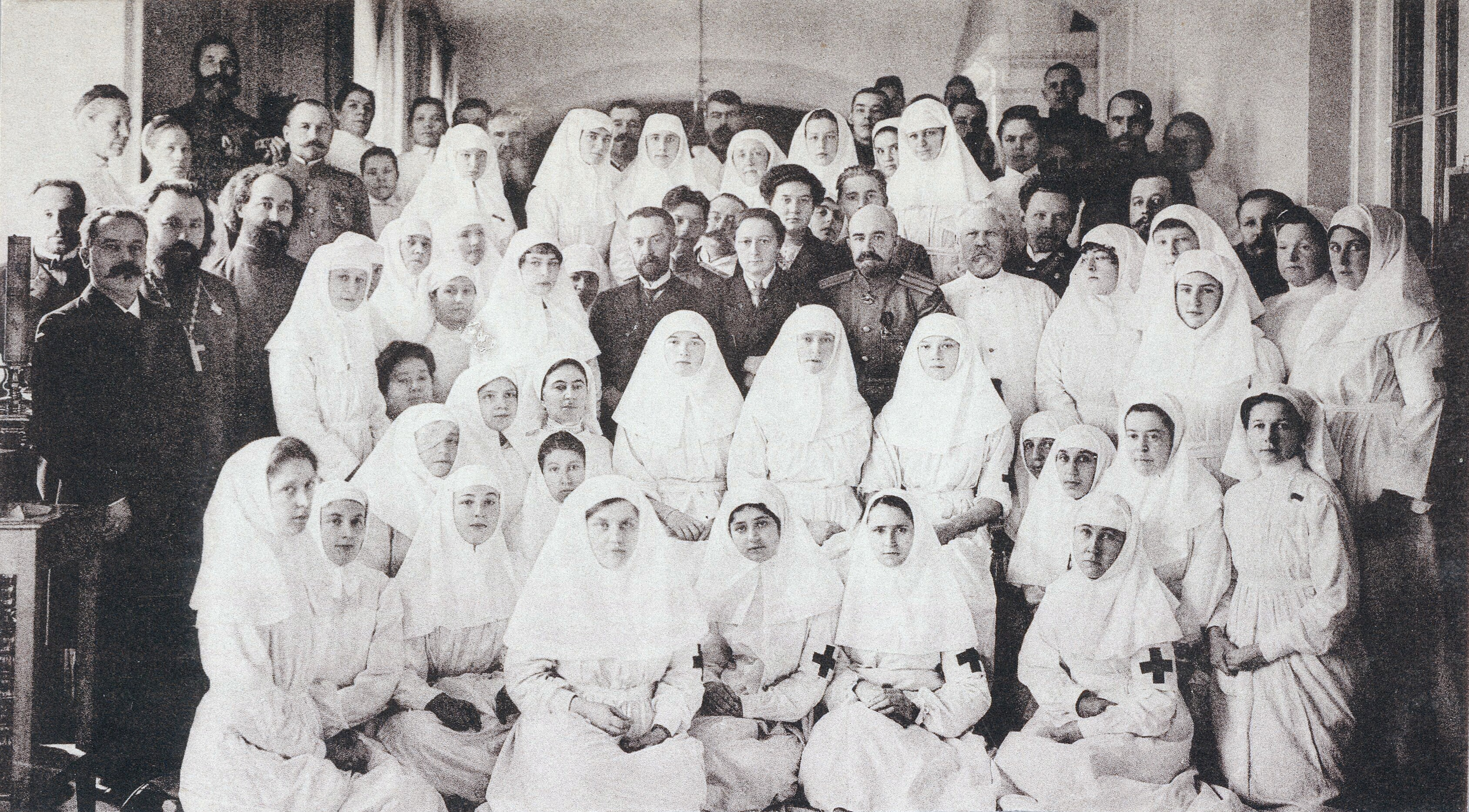
Персонал Царскосільського шпиталю. У центрі — В. Г. Гедройць

Початок Першої світової війни в 1914 році Гедройць застала на посаді головного лікаря. Вона переобладнила Царськосільський шпиталь для прийому поранених. Масштаби роботи хірургів багаторазово збільшилися. В. Г. Гедройць навчала роботі сестер милосердя імператрицю Олександру Федорівну і її дочок Ольгу і Тетяну, які потім асистували їй при операціях як рядові хірургічні сестри.
У 1915 році Гедройць доручено лікування Г. О. Вирубової, яка отримала тяжкі травми в залізничній катастрофі. Як згадував О. І. Спиридович: «Гедройць користувалася великою симпатією Імператриці, але репутація її як лікаря була далеко не важлива. І пізніше, коли Вирубова залишилася калікою на все життя, — вона шкутильгала, — вона сама, та і багато інших говорили, що тому провиною виключно пані Гедройць».
Після Лютневої революції 1917 року на Гедройць, як на наближену до царської сім'ї, почався тиск, і їй довелося покинути Царське Село. У травні 1917 року Гедройць поїхала на фронт, де стала головним лікарем перев'язувального загону в 6-й Сибірській стрілецькій дивізії, а потім корпусним хірургом. У січні 1918 року поранена і евакуйована в Київ, де після одужання працювала в дитячій поліклініці. З 1919 року активно працювала в київських хірургічних службах, організовуючи, зокрема, клініку щелепно-лицьової хірургії.
З 1921 року на запрошення професора Є. Г. Черняховського працювала у факультетській хірургічній клініці Київського медичного інституту, де як приват-доцент кафедри уперше читала в Києві курс дитячої хірургії. В. Г. Гедройць опублікувала статті в медичних журналах з питань загальної і дитячої хірургії, кардіохірургії, онкології, ендокринології, брала участь в роботі хірургічних з'їздів. У 1923 році їй присвоєне вчене звання «професор медицини». Оппель описав її як «справжнього хірурга, що добре володіє ножем». тоді ж вона написала підручник з дитячої хірургії. У 1929 році Гедройць обрана завідувачем кафедри факультетської хірургії.
У 1930 році, під час арештів і чисток наукової інтелігенції знаменитого «процесу СВУ», Гедройць звільнено з університету без права на пенсію.
Віра Гнатівна купила будинок у передмісті Києва, майже залишила хірургічну діяльність, і зайнялася письменницькою діяльністю, задумавши видання циклу напівавтобіографічних повістей під загальною назвою «Жизнь». Видавництво опублікувало три з них: «Кафтанчик» (Л., 1930), «Лях» (Л., 1931), «Отрыв» (Л., б. р.).
Останні роки прожила в Києві з графинею Марією Дмитрівною Нирод (1879–1965), будучи з нею у фактичному шлюбі. Марія Дмитрівна була знайома з Вірою Гнатівною ще по Царськосельському шпіталю, де вона працювала медсестрою.
В. Г. Гедройць померла від раку матки в 1932 році. Похована в Києві на Спасо-Преображенському (нині Корчеватському) кладовищі. В одній огорожі із скромною могилою Гедройць — могили архієпископа Єрмогена і його родички — врятований Вірою Гнатівною, він доглядав за її могилою і заповідав поховати себе поряд з нею.
Незадовго до смерті Гедройць віддала близьким, художниці І. Д. Авдієвій і її чоловікові Л. С. Поволоцькому, свої архіви. Серед них був лист професора Цезаря Ру, в якому той заповідав їй, жінці-хірургу, кафедру хірургії Женевського університету. У 1930-ті роки Л. С. Половецького заарештовано за звинуваченням у шпигунстві і вбито, а сам лист загубився.
Колоритна фігура Віри Гедройць — хірурга і лірика, яка зберігала підкреслено «чоловічі» звички в одязі та побуті, «Жорж Санд Царського Села» — зафіксована в багатьох спогадах, у тому числі в белетристичних спогадах «Петербургские зимы» Георгія Іванова.

## Праці

### Наукові публікації
Віра Гедройць написала понад 60 наукових робіт.
- Гедройц В. И. 22 случая грыжесечения паховых грыж по способу проф. Roux. [М], т-во скоропечатни А. А. Левенсон. 1902.
- Гедройц В. И. 19 случаев коренной операции бедренной грыжи. 1902.
- Гедройц В. И. Новый способ иссечения коленного сустава. 1907
- Гедройц В. И. Отдельные результаты операций паховых грыж по способу Roux на основании 268 операций. Дисс. на степень д-ра мед. М. Т-во скоропечатня А. А. Левенсон. 1912. Предисл: Dr Roux prof. 152 стр.
- Гедройц В. И. Беседы о хирургии для сестер и врачей. СПб, 1914 г.
- Гедройц В. И. Биологическое обоснование питания. Вестник стоматологии. 1924, 6, 19-26.
- Гедройц В. И. Хирургическое лечение при туберкулезе колена. Русск. клин. 1928, 9, 693—704.

### Художня література
- Сборник «Стихи и сказки». Спб, 1910 г.
- Книга стихов «Вег». Спб, 1913 г.
- «Китайские рассказы», Заветы, 1913, № 11
- Цикл «Красный ангел» 1914 г.
- «Галицийские истории», Знамя Труда, 1918 г.
- «Вдали от родины» Спб 1926 г.
- «Кафтанчик». Ленинград, 1930 г.
- «Лях». Ленинград, 1931 г.
- «Обрыв». Ленинград, 1931 г.

## Вшанування пам'яті
На честь Віри Гедройць названа лікарня міста Фокіно Брянської області, в якій вона починала свій лікарський шлях.
У травні 2023 року колишня вулиця Марії Боровиченко у Голосіївському районі Києва отримала нову назву на честь Віри Гедройць. .